# 普祖尔亚述二世
普祖尔亚述二世（英語：Puzur-Ashur II）（？—前1830年），古亚述时期的亚述国王，（公元前1850年—公元前1830年在位）继承萨尔贡一世之位，死后由纳拉姆辛接任。
| 前任： 萨尔贡一世 | 亚述国王 前1850年－前1830年 | 繼任： 纳拉姆辛 |